# Campeonato Asiático de Atletismo de 2017 - Lançamento de martelo feminino
A prova do lançamento de martelo feminino do Campeonato Asiático de Atletismo de 2017 foi disputada no dia 7 de julho de 2017 no Kalinga Stadium em Bhubaneswar, na Índia. 

## Recordes
Antes desta competição, os recordes mundiais e do campeonato nesta prova eram os seguintes:
|                       | Nome             | Nacionalidade | Distância | Local    | Data                 |
| --------------------- | ---------------- | ------------- | --------- | -------- | -------------------- |
| Recorde mundial       | Anita Włodarczyk | Polónia       | 82m 98cm  | Varsóvia | 28 de agosto de 2016 |
| Recorde do campeonato | Wang Zheng       | China         | 72m 78cm  | Pune     | 5 de julho de 2013   |
| Recorde asiático      | Wang Zheng       | China         | 77m 68cm  | Chengdu  | 24 de março de 2014  |

## Medalhistas
| Ouro         | Prata              | Bronze                 |
| Luo Na (CHN) | Liu Tingting (CHN) | Hitomi Katsuyama (JPN) |

## Resultado final
| Posição           | Atleta             | Nacionalidade | #1    | #2    | #3    | #4    | #5    | #6    | Resultados | Notas |
| ----------------- | ------------------ | ------------- | ----- | ----- | ----- | ----- | ----- | ----- | ---------- | ----- |
| Medalha de ouro   | Luo Na             | China         | x     | x     | 69.92 | 69.37 | 68.87 | 68.53 | 69.92      |       |
| Medalha de prata  | Liu Tingting       | China         | x     | 65.14 | 66.52 | x     | 69.45 | x     | 69.45      |       |
| Medalha de bronze | Hitomi Katsuyama   | Japão         | x     | 56.95 | 60.22 | x     | 55.54 | 58.71 | 60.22      |       |
| 4                 | Akane Watanabe     | Japão         | 57.42 | 59.39 | 59.39 | 58.60 | x     | 56.92 | 59.39      |       |
| 5                 | Gunjan Singh       | Índia         | 58.82 | 59.19 | x     | x     | x     | x     | 59.19      |       |
| 6                 | Sarita Singh       | Índia         | 57.98 | 58.71 | 57.71 | x     | x     | 56.37 | 58.71      |       |
| 7                 | Park Hee-soen      | Coreia do Sul | 52.05 | 56.33 | 57.82 | x     | x     | x     | 57.82      |       |
| 8                 | Grace Wong         | Malásia       | 55.55 | 57.18 | 56.27 | x     | 56.42 | 56.52 | 57.18      |       |
| 9                 | Diana Nussupbekova | Cazaquistão   | x     | 52.29 | 53.93 |       |       |       | 53.93      |       |
| 10                | Nidhikumari        | Índia         | 47.52 | 52.66 | x     |       |       |       | 52.66      |       |
| 11                | H. Al-Enezi        | Kuwait        | x     | 25.90 | x     |       |       |       | 25.90      |       |

Legenda
| Recorde mundial       | Recorde mundial (World record)               |                       | Recorde africano                      | Recorde africano (African) |                                           | Q | Classificado por posição (Qualified) |
| Recorde do campeonato | Recorde do campeonato (Championship record)  | Recorde da América    | Recorde da América (Americas)         | q                          | Classificado por melhor tempo (Qualified) |   |                                      |
| Melhor marca do ano   | Melhor marca do ano (World leading)          | Recorde asiático      | Recorde asiático (Asian)              | DNS                        | Não largou (Did not start)                |   |                                      |
| Recorde nacional      | Recorde nacional (National record)           | Recorde europeu       | Recorde europeu (European)            | DNF                        | Não terminou (Did not finish)             |   |                                      |
| Recorde pessoal       | Recorde pessoal do atleta (Personal best)    | Recorde da Oceania    | Recorde da Oceania (Oceania)          | DSQ / DQ                   | Desclassificado (Disqualified)            |   |                                      |
| Recorde da temporada  | Recorde da temporada do atleta (Season best) | Recorde sul-americano | Recorde sul-americano (South America) | NM                         | Sem marca (No mark)                       |   |                                      |